# 德温厄洛1
德温厄洛1是個距離地球大約1,000萬年的棒旋星系 ，位於仙后座。它躺在隱帶，被銀河系嚴重的遮蔽著。德温厄洛1的質量和大小都和三角座星系相當。
德温厄洛1有兩個較小的衛星星系 －德温厄洛2和MB3－ 都是馬菲星系群的成員。

## 發現
德温厄洛1是在荷蘭德温厄洛射电天文台執行德温厄洛銀河隱帶巡天（DOGS），以氫原子（H I）的21公分輻射找到的星系。銀河系在這個區域的氣體和塵埃成塊的遮蔽了後面星系發出的光。
這個星系，最早被注意到是在同一年稍早時的帕洛馬巡天調查的乾板上，但是沒有得到確認。幾個星期後，另外一個團隊的天文學家使用埃费尔斯贝格射电望远镜也獨立的發現了這個星系。
發現之後，德温厄洛1被列為一個棒旋星系，它的距離大約是300萬秒差距。在整體的質量和尺度上，這個星系都可以媲美三角座星系 。
德温厄洛1以最先發現它的德温厄洛射电望远镜命名。

## 距離和星系群的成員
德温厄洛1是被嚴重遮蔽的星系，使距離的測量是一個困難的問題。發現後不久，基於塔利-費舍爾關係，大約是 300萬秒差距。稍後，這個值略稱為350〜400萬秒差距。
在1999年，出現了另一種估計，聲稱超過500秒差距，是基於紅外線的塔利-費舍爾關係。到2011年，德温厄洛1的距離被認為大約是300萬秒差距，因此份被認為是馬菲星系群可能的成員。
德温厄洛1有兩個較小的衛星星系。第一個是德温厄洛2，是不規則星系，而第二個是MB3，像是個矮橢球星系。德温厄洛1是馬菲星系群的成員星系。

## 性質
作為一個棒旋星系，德温厄洛1有一個中央的短棒和二條獨特的螺旋臂，幾乎從棒的兩端開始逆時針纏繞，而長度達到180°。星系盤面對象著觀測者傾斜，傾斜的角度約50°。這個星系以約256km/s的速度遠離銀河系。
德温厄洛1可見的半徑阿大約4.2'，對應於300萬秒差距的距離上，相當於4,000秒差距。對中性氫的檢測遠離中心達6,000秒差距（7.5'），包括這些中性氫範圍的總質量估計約為310億太陽質量。這相當於銀河系質量的1/4。
在德温厄洛1的中性氫分布是棒旋星系的典型狀態 －至少在中心或沿著棒它是相當平坦的。中性氫的總質量估計為3億7,000萬〜4億5,000萬太陽質量。德温厄洛1 是缺乏分子的星系，氫分子（H2）的總質量不超過中性氫的10% 。光學觀測檢測到大約15個電離氫區，主要都沿著螺旋臂分布。

## 外部連結
- SIMBAD: LEDA 100170 – Galaxy （页面存档备份，存于）
- APOD: Galaxy Dwingeloo 1 Emerges (1/9/00) （页面存档备份，存于）